# Treshchiny Baranova
Koordinaten: 81° 12′ S, 31° 0′ W
Treshchiny Baranova (englische Transkription von russisch Трещины Баранова Treschtschiny Baranowa, deutsch ‚Baranowrinne‘) ist ein Schmelzwasserfluss im ostantarktischen Coatsland. Er ist der Abfluss des Recovery-Gletschers in der Shackleton Range zum Filchner-Ronne-Schelfeis.
Russische Wissenschaftler benannten ihn. 